# Комароловка довгодзьоба
Комароловка довгодзьоба (Ramphocaenus melanurus) — вид горобцеподібних птахів родини комароловкових (Polioptilidae).

## Поширення
Вид поширений в Центральній і Південній Америці від півдня Мексики до Амазонії.

## Опис
Дрібні птахи, завдовжки 12–13 см, вагою 8–11 г. Має довгий тонкий дзьоб (до 23 мм) і короткий хвіст. Верхня частина тіла сіро-коричнева. голова з боків рудувата. Горло біле, черево жовте. Хвіст чорний з білими краями.

## Спосіб життя
Птах трапляється в підліску сухого та вторинного лісу. Полює на комах та павуків. Чашоподібне гніздо будує серед гілок чагарників. У гнізді два білих яйця. Інкубація триває 17 днів. Батьки піклуються про пташенят впродовж двох тижнів після вилуплення.

## Підвиди
- Ramphocaenus melanurus albiventris
- Ramphocaenus melanurus amazonum
- Ramphocaenus melanurus ardeleo
- Ramphocaenus melanurus austerus
- Ramphocaenus melanurus badius
- Ramphocaenus melanurus duidae
- Ramphocaenus melanurus griseodorsalis
- Ramphocaenus melanurus melanurus
- Ramphocaenus melanurus pallidus
- Ramphocaenus melanurus panamensis
- Ramphocaenus melanurus rufiventris
- Ramphocaenus melanurus sanctaemarthae
- Ramphocaenus melanurus trinitatis

Підвиди Ramphocaenus melanurus sticturus та Ramphocaenus melanurus obscurus у 2018 році виділені в окремий вид Ramphocaenus sticturus.